# أرسين بالبيكيان
أرسين بالبيكيان(أرمني: Արսեն Բալաբեկյան، من مواليد 24 نوفمبر 1986)، مهاجم كرة قدم أرمني. يَلَعَب حالِيًا مَع نادي ألاشكرت إف سي الأرمني المُمتاز.
بَدَأ مَسيرَتَه في إف سي كوتايك مِن أبوفيان، لكنَّه سُرعان ما وَجَد نَفسَه في نادي بانانتس.

## مسيرته الكروية
لعب أرسين بالبيكيان خلال مسيرته الاحترافية مع 5 أندية في ثلاثة عشر موسمًا وسجل خلالها 55 هدفًا ضمن 268 مباراة. حيث فاز في موسم واحد بالكأس وفي موسمين بالدوري.
خاض أرسين بالبيكيان مسيرته مع FC Kotayk ‏ في عامي 2004-2006 ولمدة موسمين، مشاركًا في 33 مباراة سجل خلالها 4 أهداف. ثم انتقل إلى نادي بانانتس في موسم 2006 ليلعب معه ستة مواسم، حيث شارك في 134 مباراة سجل خلالها 36 هدفًا. لينتقل بعدها إلى نادي أوليسيس في موسم 2012–13 لمدة موسم واحد، مشاركًا في 40 مباراة سجل خلالها 11 هدفًا. ثم انتقل إلى نادي أرارات يريفان في موسم 2013–14 لمدة موسم واحد، مشاركًا في 25 مباراة سجل خلالها هدفًا واحدًا. هذا وانتقل لاحقًا إلى نادي ألاشكرت في موسم 2014–15 واستمر معه طيلة ثلاثة مواسم، مشاركًا في 36 مباراة سجل خلالها 3 أهداف.

## الإنجازات
- كأس أرمينيا يريفان عام 2007.

## وصلات خارجية
- Profile at ffa.am
- أرسين بالبيكيان على موقع قاعدة بيانات كرة القدم.إي يو (الإنجليزية)
- أرسين بالبيكيان على موقع ناشيونال فوتبول تيمز (الإنجليزية)
- أرسين بالبيكيان على موقع Soccerway.com (الإنجليزية)